# Демьян (тысяцкий)
Демьян — боярин, волынский тысяцкий первой половины XIII века, дружинник Романа Галицкого, один из ближайших сподвижников Даниила Галицкого.

## Биография
В 1211 году участвовал в венгерском походе, приведшем к власти Даниила, и в польском походе против галицких бояр (1213).
В 1221 году после победы Мстислава Удатного над венграми Демьян участвовал в заключении мира между Лешеком и Даниилом, в мирных переговорах с Мстиславом и Александром белзским в 1224 году, в посольстве к Мстиславу за разрешением Даниилу атаковать Чарторыйск.
В 1229 году во время осады Галича Даниилом Демьян был послан против Судислава для задержки его возвращения в город, а в 1230 году руководил обороной Галича от венгров.
В 1231 году Демьян предупредил Даниила о подготовке боярами и Александром покушения на него на пиру.
В 1232 году Демьян вместе с 18 отроками назван в числе ближайших соратников Даниила.
В 1233 году Демьян командовал полком левой руки в битве под Шумском, после этого летописные известия о нём прекращаются.